# Grbavac (Grubišno Polje)
Grbavac je naselje u Republici Hrvatskoj, u sastavu Grada Grubišnog Polja, Bjelovarsko-bilogorska županija. 

## Stanovništvo
Prema popisu stanovništva iz 2001. godine, naselje je imalo 230 stanovnika te 87 obiteljskih kućanstava.
Prema popisu stanovništva iz 2011. godine, naselje je imalo 211 stanovnika.
| broj stanovnika | 312   | 352   | 346   | 472   | 599   | 597   | 608   | 624   | 515   | 530   | 530   | 445   | 387   | 302   | 230   | 211   | 145   |
|                 | 1857. | 1869. | 1880. | 1890. | 1900. | 1910. | 1921. | 1931. | 1948. | 1953. | 1961. | 1971. | 1981. | 1991. | 2001. | 2011. | 2021. |